# Cleomaceae
Cleomaceae  nom. cons., porodica cvjetnica u redu kupusolike. Ime je dobila po rodu kleome ili Paukov cvijet. 
U porodicu je uključeno preko 20 rodova (27) sa ukupno 267 vrsta., od kojih su po nekima samo dva priznata (Cleome i Cleomella).

## Opis
Pripadnici porodica Cleomaceae i Brassicaceae uglavnom su zeljaste biljke. Cvat im je više-manje ravnog vrha, izdužuju se tek nakon što otvoreni cvjetovi uvenu. Latice su tipično jako sužene pri dnu. Šest je uobičajeni broj za prašnike. Plodnica se sastoji od dva dijela, a kada sazriju dvije strane otpadaju, ostavljajući zadebljani i otvrdnuti placentni dio ili replum (dio gdje su sjemenke bile pričvršćene).
Cleomaceae sadrži 10 rodove koji rastu u tropskim do toplim umjerenim područjima, osobito u Novom svijetu. Cleome (uključujući Podandrogyne) sadrži oko 275 vrsta koje rastu u tropskim i toplim umjerenim područjima. Na stabljici se često nalaze bodlje, koje mogu biti u položaju stipula. Cvat ima često vrlo lisnate brakteje; i prašnici i jajnik mogu biti zajedno na peteljci; a sjemenke ponekad imaju aril (Dodatak sjemena, obično jarke boje, mesnat i/ili sladak, koji privlači životinje da ga pojedu i slučajno rasprše sjeme).

## Rodovi
1. Familia Cleomaceae Bercht. & J. Presl (267 spp.)
  1. Cleomella DC. (23 spp.)
  2. Rorida J. F. Gmel. (12 spp.)
  3. Cleome L. (47 spp.)
  4. Polanisia Raf. (5 spp.)
  5. Areocleome R. L. Barrett & Roalson (1 sp.)
  6. Arivela Raf. (13 spp.)
  7. Kersia Roalson & J. C. Hall (8 spp.)
  8. Dipterygium Decne. (1 sp.)
  9. Corynandra Schrad. ex Spreng. (7 spp.)
  10. Gynandropsis DC. (1 sp.)
  11. Coalisina Raf. (6 spp.)
  12. Gilgella Roalson & J. C. Hall (1 sp.)
  13. Puccionia Chiov. (1 sp.)
  14. Sieruela Raf. (36 spp.)
  15. Stylidocleome Roalson & J. C. Hall (1 sp.)
  16. Thulinella Roalson & J. C. Hall (1 sp.)
  17. Physostemon Mart. (10 spp.)
  18. Haptocarpum Ule (1 sp.)
  19. Dactylaena Schrad. ex Schult. & Schult. fil. (7 spp.)
  20. Pterocleome Iltis ex E. M. McGinty & Roalson (1 sp.)
  21. Iltisiella Soares Neto & Roalson (2 spp.)
  22. Andinocleome Iltis & Cochrane (9 spp.)
  23. Cochranella E. M. McGinty & Roalson (1 sp.)
  24. Podandrogyne Ducke (29 spp.)
  25. Melidiscus Raf. (1 sp.)
  26. Cleoserrata Iltis (5 spp.)
  27. Tarenaya Raf. (37 spp.)